# Amphipoea grisescens-flavo
Amphipoea grisescens-flavo är en fjärilsart som beskrevs av Burrows. Amphipoea grisescens-flavo ingår i släktet Amphipoea och familjen nattflyn. Inga underarter finns listade i Catalogue of Life.